# Fra Mauros världskarta

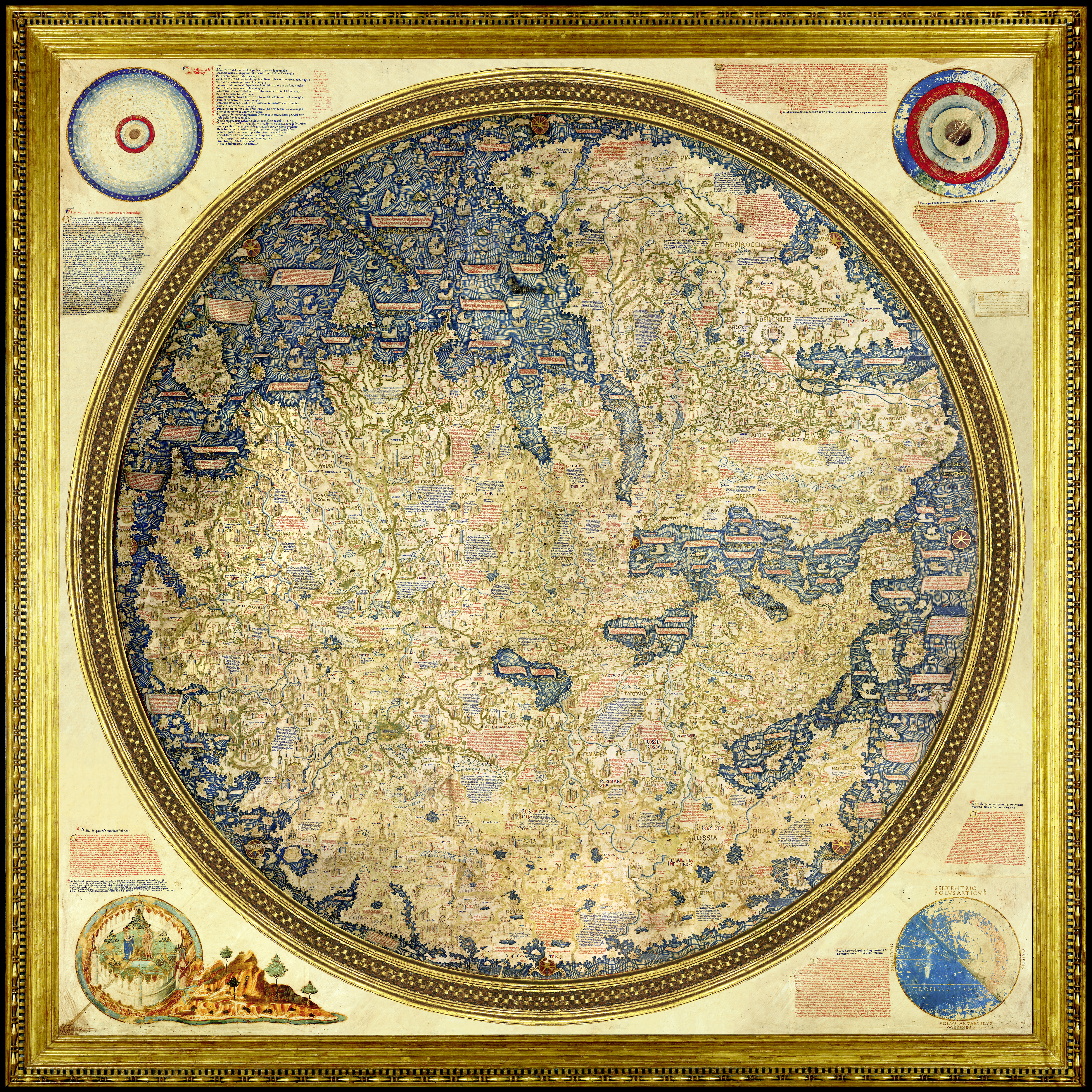
Fra Mauros världskarta från cirka 1450. Söder är uppåt.

Fra Mauros världskarta framställdes vid mitten av 1400-talet i San Michele-klostret vid Venedig. Kartan blev banbrytande och anses vara ett av den västerländska kartografins viktigaste verk.

## Fra Mauro
Fra Mauro var lekbroder i San Michele-klostret på ön Murano vid Venedig. Inte mycket är känt om honom. Han nämns i klostrets handlingar 1409 och dog troligen 1459. Han var bland annat ansvarig för uppbörd av klostrets arrendeavgifter men framförallt är han känd som den kartograf som ledde arbetet med att ta fram en berömd mappa mundi, en världskarta. Det var det styrande rådet i Venedig som utsåg Fra Mauro att leda en grupp kartografer, konstnärer och skrivare i arbetet med att ta fram kartan. Resultatet förelåg cirka 1450 och förvaras nu i San Marcobiblioteket i Venedig, Biblioteca Marciana. Ett liknande exemplar tillverkades för kung Alfons V av Portugal, men det är inte bevarat. 

## Beskrivning

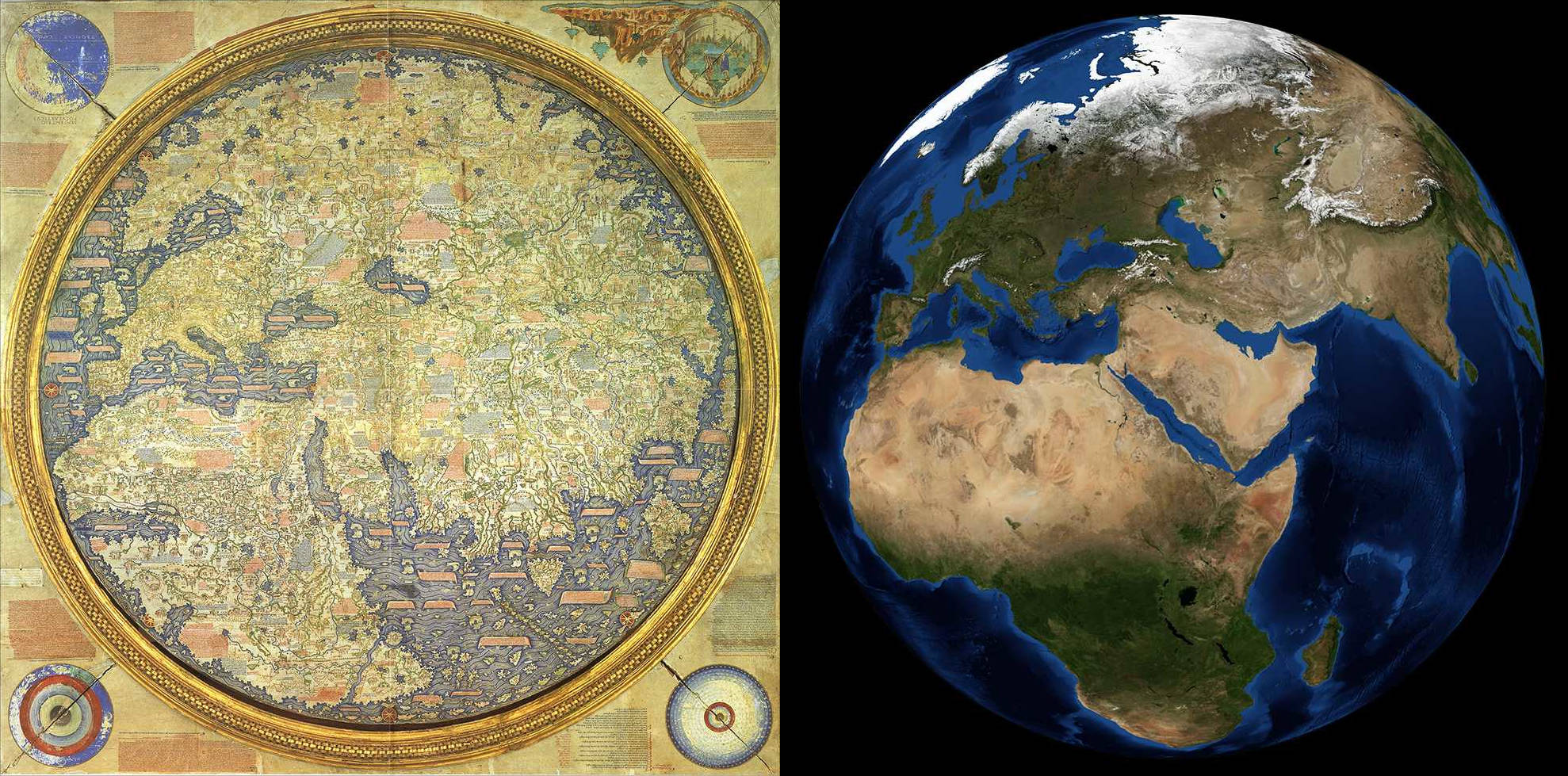
Fra Mauros karta uppochnervänd samt jämförbar satellitbild.

Fra Mauros mappa mundi mäter drygt två meter i fyrkant, är gjord på tunt pergament av kalvskinn, veläng, och tecknad med rött, blått och gyllene bläck. Själva kartan är 195 cm i diameter och begränsas av en massiv rund träram. Innanför ramen finns en detaljerad karta över de tre kända världsdelarna, Europa, Asien och Afrika, omgivna av hav. Kartan är orienterad med söder uppåt. På medeltiden var det annars vanligt att öster placerades uppåt. Världen antogs bestå av två halvklot, ett med land och ett med vatten. Träramen markerar gränsen mellan halvkloten. 
Jordens sfäriska form kan inte avbildas korrekt på en plan yta. Det kan ha bidragit till att landområden nära kartans periferi blivit förvrängda.
Insprängt bland alla geografiska detaljer finns mängder av texter som berättar om länder, folk och seder. Texterna, skrivna på venetiansk italienska, är ofta skrivna på lappar som klistrats på kartan och därmed döljer tidigare text. Det kan tyda på att kartan reviderades när ny information tillkommit. Kartan är daterad 1460, ett år efter Fra Mauros död.
På kartan finns också många bilder av städer, byggnader och fartyg. 

I de fyra hörnen utanför kartan finns bilder och texter som illustrerar och diskuterar kosmografiska frågor.  

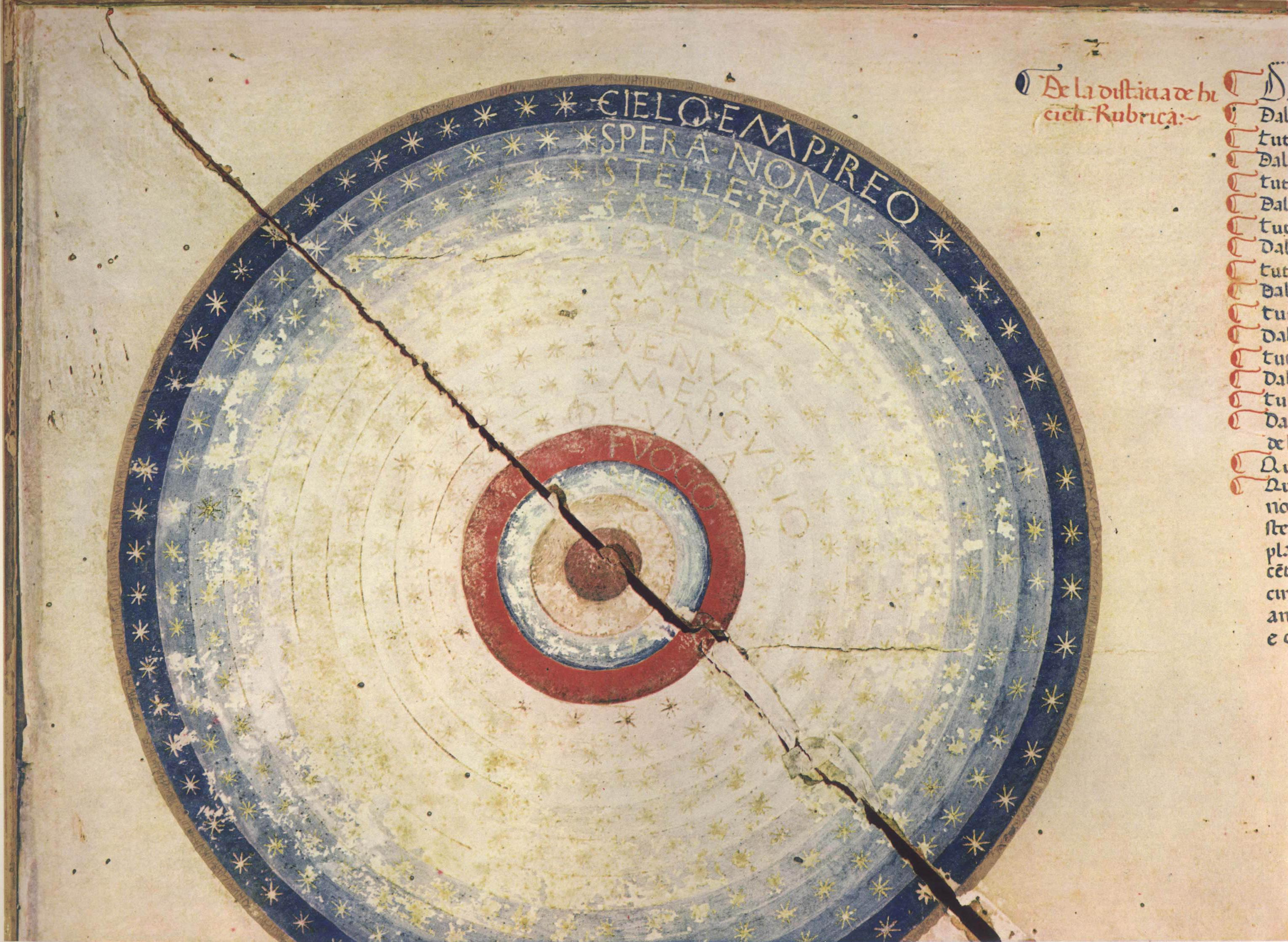
Överst till vänster ges en schematisk beskrivning av medeltidens geocentriska världsbild med de olika himmelssfärerna: jord, vatten, luft, eld, månen, Merkurius, Venus, solen, Mars, Jupiter, Saturnus, fixstjärnor, "nionde sfären" och Empyrén.
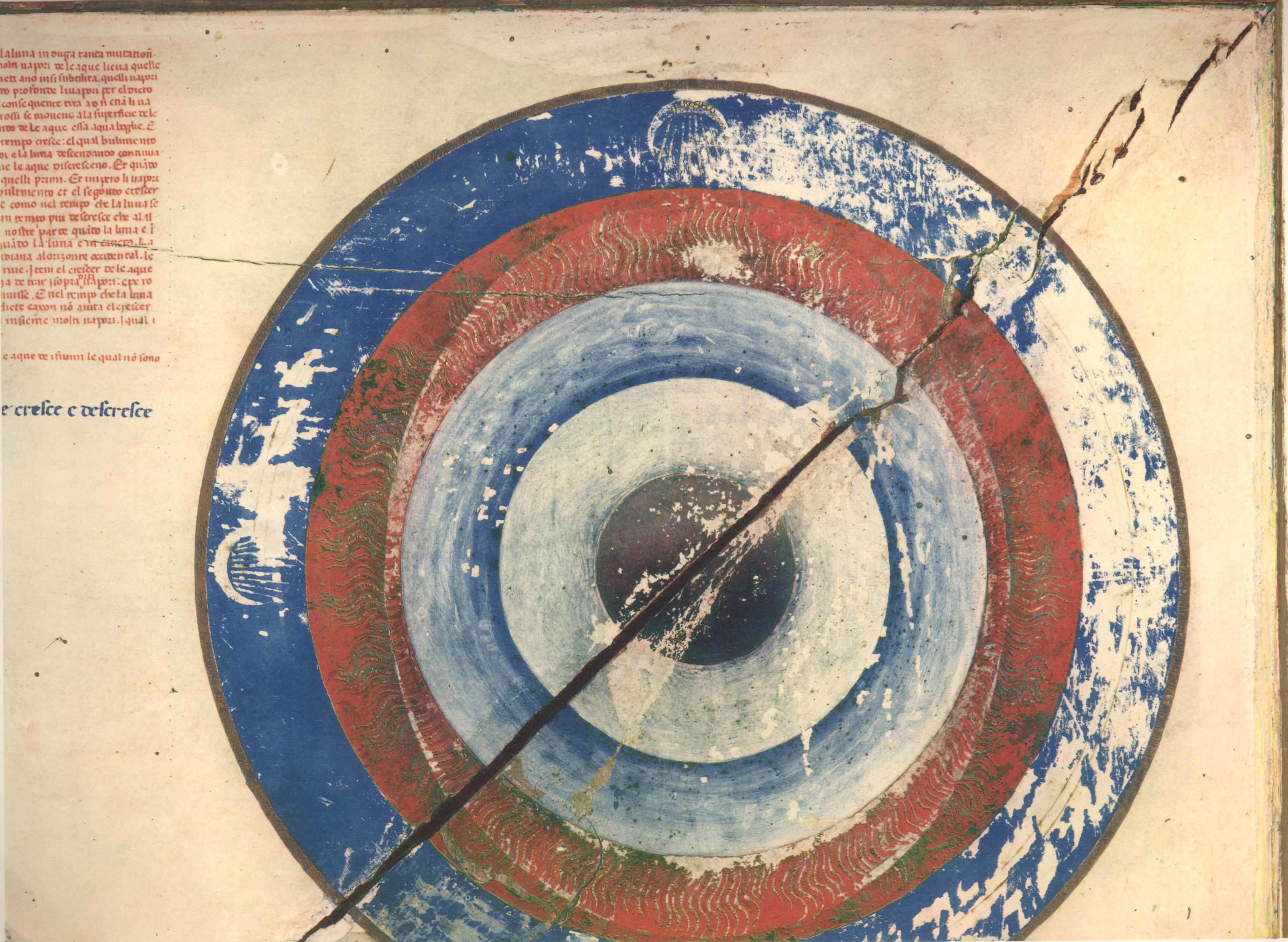
Överst till höger ses de fyra elementen: jord, vatten, luft och eld.
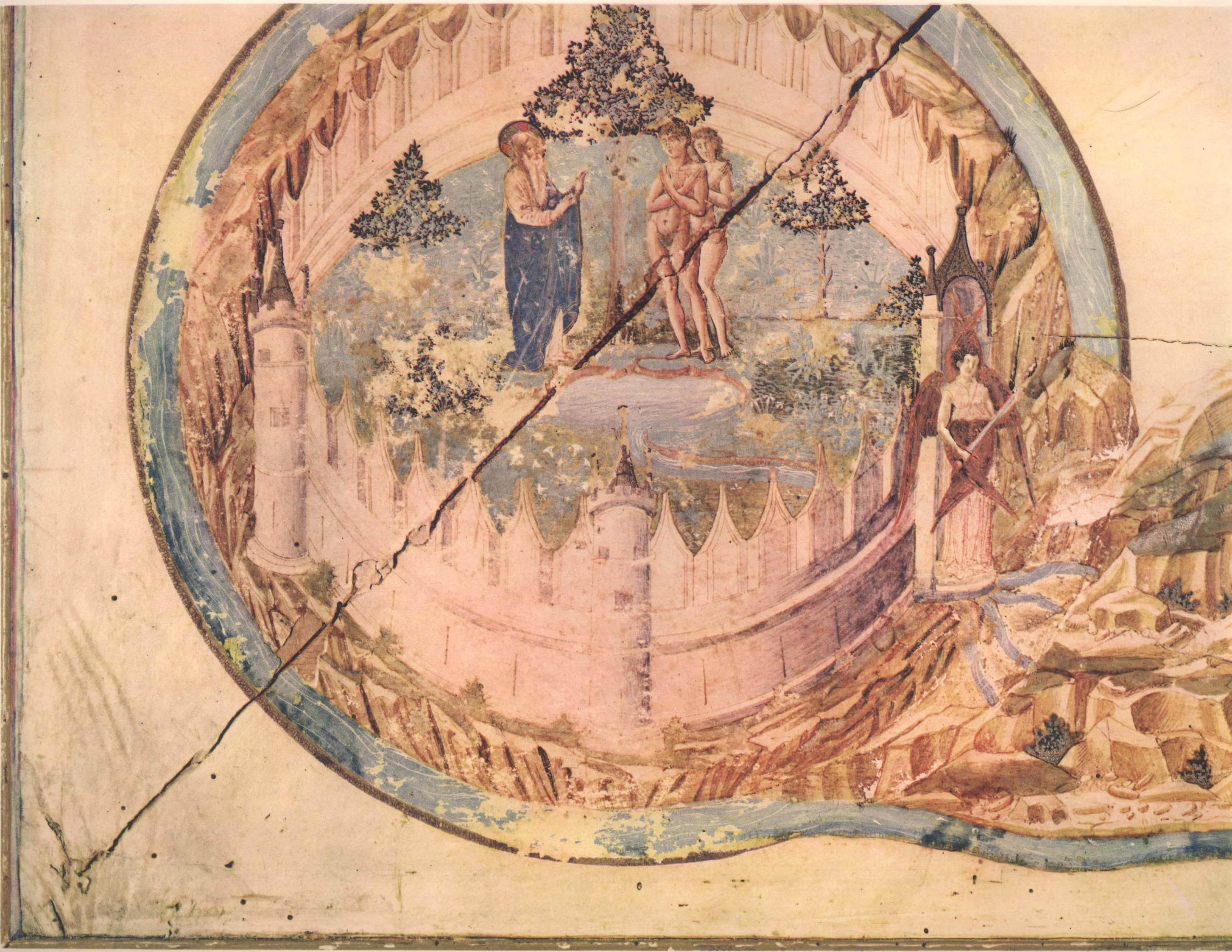
Nederst till vänster Edens lustgård, paradiset. Gud talar till Adam och Eva och utanför väntar en vaktande kerub. Paradisets fyra floder rinner från Eden.
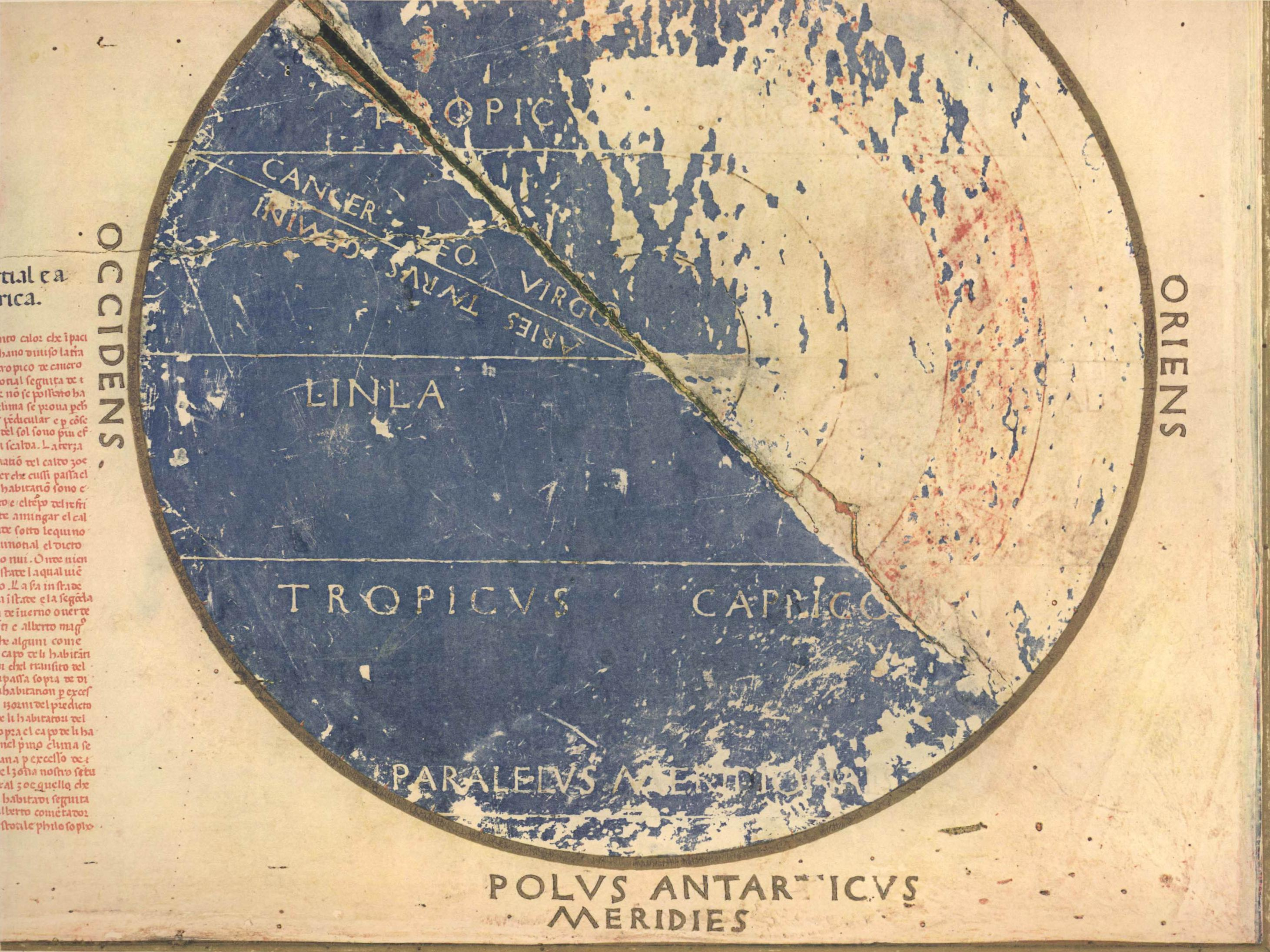
Nederst till höger solens bana över jorden med ekvatorn och de båda vändkretsarna.

Texterna i hörnen rör frågor som: Hur många himmelssfärer finns det? Hur stort är avståndet mellan dem? Var finns paradiset? Är det en verklig plats på jorden? Hur påverkar månen tidvattnet? Hur är volymförhållandena mellan de fyra elementen? Varför höjer sig den beboeliga jorden upp ur havet?

### Europa
Södra Europa, medelhavsområdet och området norr om Svarta havet är väl återgivna. Däremot skiljer sig norra Europa mycket från verkligheten. I en text kan man läsa om Norge och Sverige: ”Här produceras varken vin eller olja, och människorna är starka, robusta och av stor växt … Och det sägs också att det finns många nya sorters djur, särskilt stora vita björnar och andra vilda djur.” En annan text säger om England: ”Observera att Anglia i antiken var bebodd av jättar, men vissa trojaner som hade överlevt slakten av Troja kom till denna ö, slogs mot dess invånare och besegrade dem; efter deras prins, Brutus, fick den namnet Britannia”. Isola Islandia = Själland.

### Afrika
Av kartan framgår att det går att segla runt Afrikas sydspets. Fra Mauro stödde sig på flera berättelser om detta. Den stora ön vid sydspetsen, Diab, motsvarar verklighetens Madagaskar. En text berättar att sjöfarare där på stranden hittat ägg från den mytiska Fågel Rock. Gion = Nilen. Maabase = Mombasa.

### Asien
Chambelech = Peking. Quiam = Yangtse. Phison = Ganges. Deli = Delhi. Saylam = Ceylon. Giava Minor = Moluckerna. Giava Major = kanske Java. Isola de Zimpagu kan vara Japan, i så fall första gången den avbildas på en västerländsk karta. 

## Fra Mauros källor

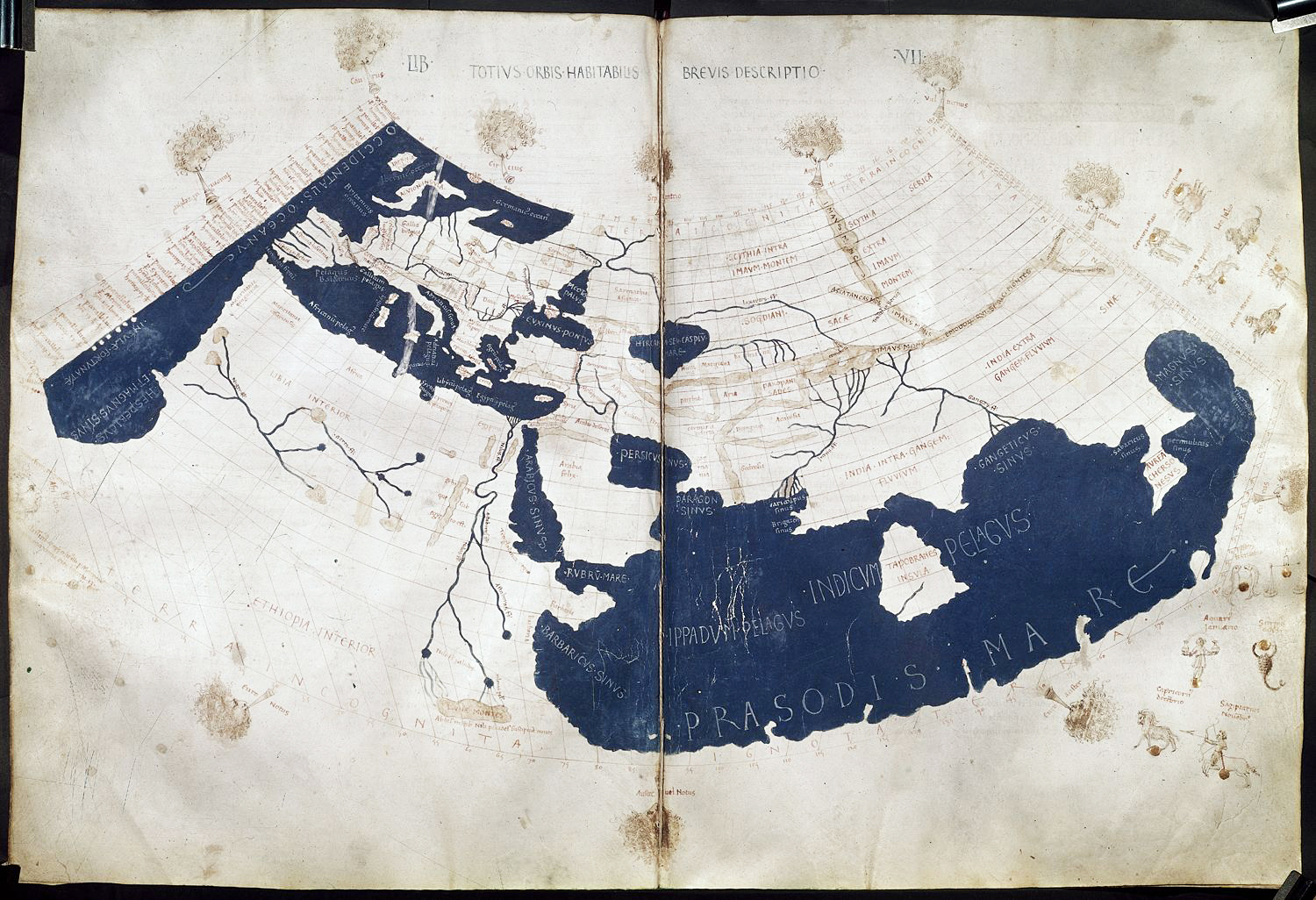
Karta från mitten av 1400-talet baserad på Ptolemaios Geographica från andra århundradet e.Kr.

Fra Mauro och hans medarbetare grundade sin karta på olika källor, men de arbetade kritiskt på ett sätt som dittills varit ovanligt. I de många texterna problematiseras ofta den traditionella synen och finns det ögonvittnesskildringar föredras dessa (fast inte alltid så kritiskt, se avsnittet om Europa ovan). En viktig källa var Klaudios Ptolemaios Geographica från cirka 150 e.Kr. Ptolelaios text hade blivit översatt till latin i början av 1400-talet och var allmänt spridd i Italien. Kartan baserades också på andra geografers texter, kartor, portolankartor och inte minst på vittnesbörd från sjömän och resenärer, bland dem Marco Polo och Niccolò de’ Conti. Om Afrikas östkust fanns rapporter från arabiska sjöfarare och om det inre av kontinenten fanns rapporter av företrädare för den etiopiska kyrkan. Portugisiska fartyg hade seglat längs västkusten ner till Kap Verde och Senegal.
Kartan skiljer sig från tidigare världskartor på viktiga punkter. Bibeln och kyrkans lära är inte längre samma auktoriteter som tidigare. Augustinus och andra kyrkofäder hade menat att Edens lustgård var en plats här på jorden. Medeltida kartografer hade förlagt Eden till ställen som ännu inte var besökta eller kända, exempelvis i södra Afrika. Fra Mauro valde istället att placera Eden utanför själva kartan, i nedre vänstra hörnet. Bredvid finns en text som återger Augustinus syn. Ett liknande problem gällde Jerusalem. På äldre kartor brukade Palestina avbildas större än landet i verkligheten var. Jerusalem var världens centrum. Fra Mauro ger Palestina mindre storlek och Jerusalem hamnar längre västerut.
På äldre kartor kunde man finna monster och skrämmande djur och människor. Fra Mauros karta var mera saklig. Han nämner dem i en text, bara för att sedan avfärda dem som fantasier.